# Alicia Muñoz Alá
Alicia Muñoz Alá (Llallagua, Potosí, Bolivia; 12 de septiembre de 1951) es una antropóloga, diplomática y política boliviana. Fue la ministra de Gobierno de Bolivia desde el 23 de enero de 2006 hasta el 23 de enero de 2007 durante el primer gobierno del presidente Evo Morales Ayma.
Cabe mencionar que Alicia Muñoz fue la primera mujer que ocupó el cargo de Ministra de Gobierno en toda la Historia de Bolivia, el cual dicho cargo era ocupado usualmente por hombres

## Biografía
Alicia Muñoz nació el 12 de septiembre de 1951 en Llallagua, el cual es un centro minero, ubicado en la Provincia Rafael Bustillo en el Departamento de Potosí, la localidad se encuentra a una distancia de 240 kilometros de la ciudad de Potosí, la capital departamental. Después de salir bachiller, Muñoz se graduó como antropóloga de profesión.

### Ministra de Gobierno de Bolivia (2006-2007)
El 22 de enero de 2006, Alicia Muñoz fue posesionada como la ministra de Gobierno por el presidente Evo Morales Ayma. Fue la primera mujer boliviana que accedia a dicho cargo en la historia del país.
Durante su gestión como ministra, se presentaron varios conflictos entre el gobierno y los diferentes sectores movilizados de la sociedad boliviana que Alicia Muñoz no pudo evitar con el diálogo.

#### Conflicto con el Movimiento Sin Tierra
El 9 de junio de 2006, el minero Santiago Orocondo falleció a causa de un impacto de proyectil en la zona de Papel Pampa (ubicado en la zona sur de la ciudad de Oruro) durante el desalojo al grupo del Movimiento Sin Tierra por parte de la policía boliviana y el Ejército de Bolivia.

#### Conflictos con Colonizadores
El 29 de septiembre de 2006, durante un fuerte  enfrentamiento violento en  Cochabamba entre la policía boliviana y colonizadores productores de coca, murieron por impacto de bala los cocaleros Celestino Ricaldes y Rember Guzmán.

#### Conflicto del Cerro Posokoni
Sin embargo, uno de los mayores conflictos que tuvo que lidiar Alicia Muñoz fue el conflicto del Cerro Posokoni ubicado en el centro minero de Huanuni. En octubre de 2006, varios mineros asalariados de la Corporación Minera de Bolivia  (COMIBOL) se enfrentaron violentamente contra los mineros cooperativistas quienes intentaban tomar por la fuerza el famoso cerro de estaño. Durante el enfrentamiento, ambos bandos se lanzaron dinamitas, lo que ocasionó que 16 personas fallecieran y 65 personas quedaran heridas. Estos hechos produjeron por primera vez una reacción generalizada de reproche por parte de la población boliviana contra la ministra Alicia Muñoz y el gobierno de Evo Morales.

#### Conflictos en Cochabamba
Al igual que la confrontación en la localidad San Julián y las jornadas de extrema violencia en la ciudad de Cochabamba que dejaron, el 11 de enero dos muertes y 125 heridos.

#### Acusación de la oposición y Fiscalía
El año 2008, el Ministerio Público de Bolivia acusó formalmente a la exministra de gobierno Alicia Muñoz, abriendo un proceso penal contra ella por el delito de incumplimiento de deberes, esto debido a los hechos suscitados durante el año 2006 en Huanuni y el año 2007 en Cochabamba. Pero Muñoz fue absuelta por la justicia boliviana de todos los procesos penales que tuviera en su contra.